# Парламентская фракция
Парламентская фракция (от лат. frāctio «разламывание») или парламентская группа (в испаноязычных странах также применяется термин парламентская скамья) — группа депутатов в парламенте. Во фракцию могут входить депутаты либо из одной политической партии, либо из нескольких. Объединяются депутаты во фракцию с целью проведения совместной политической линии. Правила создания парламентских фракций различны в каждой стране, обычно это регулируется специальным законом о парламенте и парламентским регламентом. Группа политических деятелей, объединённая сходными политическими взглядами внутри более широкой организации.
В российской Государственной думе фракции формируются на основе списков кандидатов в депутаты, получивших поддержку более 5 % избирателей в соответствии с принципом пропорциональности относительно числа полученных голосов. Депутатское объединение имеет право на представительство в органах управления парламента (в практике — на должность заместителя председателя Госдумы), участвует в работе Совета Государственной Думы. В соответствии с численностью фракции, ей выделяются вакансии в штате Госдумы (для формирования собственного аппарата) и рабочие помещения. Фракции предоставляется также эфирное время для общения с избирателями в государственных электронных СМИ (в том числе в региональных телерадиокомпаниях, входящих в систему ВГТРК).
В Государственной Думе I и II созывов исходя из численности депутатских объединений пропорционально распределялись также должности председателей парламентских комитетов.
В Верховном Совете России, и также I, II и III созывах Государственной думы также формировались Депутатские группы — объединения парламентариев, избранных по одномандатным избирательным округам (фактически в их состав также входили депутаты, покинувшие свою фракцию по политическим мотивам или делегированные по решению фракций). После ликвидации одномандатных округов и принятия закона, предусматривающего исключение из парламента депутата, заявившего о выходе из фракции, формирование депутатских групп стало невозможным.